# Eduardo Guerrero (danseur)
Pour les articles homonymes, voir Eduardo Guerrero.
Eduardo Guerrero, né en 1983 à Cadix, est un danseur de flamenco et chorégraphe espagnol.

## Biographie
Eduardo Guerrero González apprend à danser dès l'âge de six ans à l'école de Carmen Guerrero à Cadix. Il développe son art avec des professeurs de la stature de Mario Maya, Antonio Canales, Manolo Marín, Chiqui de Jerez, entre autres.
Il étudie la danse espagnole au Conservatoire de danse de Cadix et approfondit ses connaissances en danse contemporaine avec David Greenall et en danse classique avec Montserrat Marín.
À partir de 2002, il commence à travailler avec de grande compagnies de danse de la scène nationale : Aida Gómez (Salomé, Carmen et suite flamenca), Eva La Yerbabuena (de 2003 à 2014), Rocio Molina (Oro Viejo, Bosque Ardora en danse contemporaine), Le Ballet espagnol dirigé par Javier Latorre (Somorostro et Penélope), Rafael Aguilar (Bolero), Amador Rojas (Kahlo Caló), Antonio Canales (Bernarda Alba et Flamenco Directo)…
En 2011, il devient chorégraphe et remporte, avec sa création Mayo, le 1er prix du Concours chorégraphique des conservatoires professionnels.
C'est à partir de cette date qu'Eduardo Guerrero entreprend une carrière solo.
Au cours des 20 premières années du 21e siècle, il crée, à travers Flamenco Festival Productions, 17 productions réunissant plus de 250 artistes dans une dizaine de pays. 
Plus récemment, Eduardo Guerrero combine ses tournées avec la création d'un triptyque avec le directeur artistique Mateo Feijoo (directeur du Matadero Madrid) : 
- A Solo Piece for a Flamenco Dancer à Amsterdam (2016)
- Sombra Efímera créée à la Biennale de flamenco de Séville (2018)
- Debajo de los Pies (2021).

En 2018, en hommage à sa ville natale, il crée Gaditanía, sa première œuvre utilisant un corps de ballet. 

## Prix
- 2013 : 1er prix de danse au Festival de Las Minas de la Unión
- 2017 : prix du public au Festival de Jerez.